# 애벌론반도

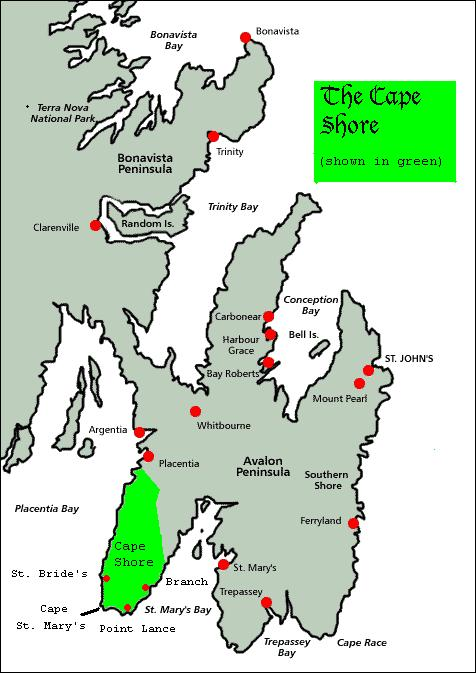

애벌론반도(Avalon Peninsula)는 뉴펀들랜드섬 남동쪽에 있는 반도로, 면적은 10,360km2이다. 뉴펀들랜드 래브라도주의 주도인 세인트존스가 이 반도 동해안에 위치해 있으며, 뉴펀들랜드섬 인구의 절반 가량이 이 지역에 거주한다. 어족이 풍부한 어장인 그랜드뱅크스를 향해 뻗어있다.